# دايوميدس
دايوميدس بن تيدوس هو أحد الشخصيات اليونانية القديمة في العصر المسمي بعصر الأبطال الميثولوجيا الإغريقية.
اشتهر بدوره البطولي في حصار طروادة بالرغم من صغر سنة بالنسبة الي باقي الابطال فهو أكثر من خاض مشاهد قتالية في الإلياذة أكثر حتي من أهم شخصية في الإلياذة. قاد دايمويدس من أرجوس إلى طروادة 80 سفينة حربية للمشاركة في جهود التحالف اليوناني لاستعادة هيلين زوجة ميناليوس ملك إسبارطة بعد اختطافها من قبل باريس بن بريام ملك طروادة.
انتشرت عبادة دايوميدس بعد وفاته في إيطاليا وجزر البحر المتوسط والادرياتيكي وسميت باسمه بعض الجزر .